# راية ملكية
الراية الملكية (بالإنجليزية: Royal standard) هو العلم الذي يمثل شخص الملك، والذي عادة ما يتم وضعه في دور إقامته، ومركباته والسفن الحربية، إضافة إلى إعلائه في العمليات العسكرية. واعتمادًا على كل عائلة مالكة، فإن الراية الملكية هي نفسها دائمًا، ويمثل منصب العاهل، كائنًا من كان الذي يحمله، أو هو يختلف عن تمثيل كل فرد من أفراد الأسرة، والذي بدوره يجعل من الرايات المختلفة أعلام شخصية.

## أعلام ملكية

مملكة إسبانيا.
مملكة إسبانيا (ولية العهد).
مملكة البحرين.
مملكة بلجيكا.
سلطنة بروناي
مملكة تايلاند.
مملكة تايلاند (ولي العهد).
مملكة تونغا.
مملكة الدنمارك.
مملكة الدنمارك (ولي العهد).
مملكة السويد.
مملكة السويد (ولية العهد).
مملكة سوازيلند.
سلطنة عمان.
مملكة ليسوتو.
إمارة ليختنشتاين.
دوقية لوكسمبورغ.
دولة الكويت.
مملكة كمبوديا.
ماليزيا.
إمارة موناكو.
مملكة النرويج.
مملكة النرويج (ولي العهد).
مملكة هولندا.
اليابان.
اليابان (ولي العهد).

## أعلام ملكية سعودية

العلم الملكي لخادم الحرمين الشريفين ملك المملكة العربية السعودية.
الراية الملكية لخادم الحرمين الشريفين ملك المملكة العربية السعودية.
العلم الملكي لولي عهد السعودية.

## أعلام ملكية مغربية

العلم الملكي لملك المغرب.
الراية الملكية المغربية.

## أعلام ملكية أردنية

العلم الملكي لملك الأردن.
العلم الملكي لولي عهد الأردن.

## أعلام المملكة المتحدة ودول الكومنولث

العلم الملكي المستخدم في كل من إنجلترا وويلز وأيرلندا الشمالية وخارج المملكة المتحدة.
العلم الملكي لإسكتلندا.
العلم الملكي لكندا.
العلم الملكي لولي عهد المملكة المتحدة وأمير ويلز.

## أعلام ملكية سابقة

العلم الملكي لملك المملكة العربية السورية.
العلم الملكي لملك المملكة العراقية الهاشمية.
المملكة العراقية الهاشمية (ولي العهد).
العلم الملكي لملك المملكة المصرية.
العلم الملكي لملك المملكة الليبية.
العلم الملكي لمملكة افغانستان 1931-1973.
علم الكويت الاميري السابق (1940-1956).
الراية الملكية لملك بروسيا 1871–1918.
مملكة بروسيا (ولي العهد).